# 凤凰街道 (遂宁市)
凤凰街道是中华人民共和国四川省遂宁市安居区下辖的一个街道办事处。

## 行政区划
凤凰街道下辖以下村级行政区划单位：
凤凰社区、苹果社区、梧桐社区、解元社区、陷马堰社区、小祠社区、双河社区、书房坡村、锅盖梁村、八角寨村、狮子山村、龙眼井村、琼江村、石佛村、黄林村和锦绣村。